# Józefa Czerniawska
Józefa Czerniawska, nazwisko panieńskie Pęksa (ur. 31 stycznia 1937 w Zakopanem) – polska biegaczka narciarska, trzykrotna olimpijka igrzysk w Cortinie d’Ampezzo 1956, Squaw Valley 1960 i Grenoble 1968.
Karierę zaczęła od konkurencji alpejskich, ale po kontuzji (naciągnięcie ścięgien) zdecydowała się na uprawianie narciarstwa biegowego. Mając 16 lat, zdobyła mistrzostwo Polski w kategorii seniorek. Na pierwszą olimpiadę pojechała, nie mając ukończonych 18 lat. Trzykrotnie wzięła udział w igrzyskach olimpijskich. W Cortinie d’Ampezzo (1956) zajęła 17. miejsce w biegu na 10 km, a w sztafecie 3 × 5 km była 5. W Squaw Valley (1960) była 14. w biegu na 10 km i 4. w sztafecie 3 × 5 km. Wreszcie w Grenoble (1968) zajęła 23. miejsce na 5 km, 25. miejsce na 10 km i 5. miejsce w sztafecie 3 × 5 km.
Także trzy razy uczestniczyła w mistrzostwach świata. W Lahti (1958) zajęła 12. miejsce na 10 km i 4. w sztafecie 3 × 5 km, w Zakopanem (1962) była 17. na 5 km, 16. na 10 km i ponownie 4. w sztafecie, a w Oslo (1966) była 16. na 5 km, 17. na 10 km i 7. w sztafecie 3 × 5 km.
Zdobyła 14 tytułów mistrzyni Polski:
- bieg na 5 km – 1956, 1959 i 1960
- bieg na 10 km – 1956, 1957, 1958 i 1959
- sztafeta 3 × 5 km – 1955, 1956, 1957, 1958, 1959, 1960 i 1961

Czerniawska była też 15 razy wicemistrzynią Polski:
- bieg na 5 km – 1957, 1958, 1962, 1963, 1966 i 1967
- bieg na 10 km – 1955, 1960, 1961, 1963 i 1966
- sztafeta 3 × 5 km – 1962, 1963, 1964 i 1965

Pięć razy zwyciężyła w Memoriale Bronisława Czecha i Heleny Marusarzówny. Reprezentowała klub Wisła Gwardia Zakopane.
Karierę sportową zakończyła w 1971 roku, ale pozostała w klubie Start jako trener, a następnie w latach 1972-1979 jako trener koordynator w Wojewódzkiej Federacji Sportu.

## Życie prywatne
Mieszka w Zakopanem. Rodzice Jan Konopka i Maria Pęksa. Mąż (od 1958) Leon Czerniawski – narciarz, biegacz. Syn (Dariusz Czerniawski) ur. 1963.